# Grazer Uhrturm

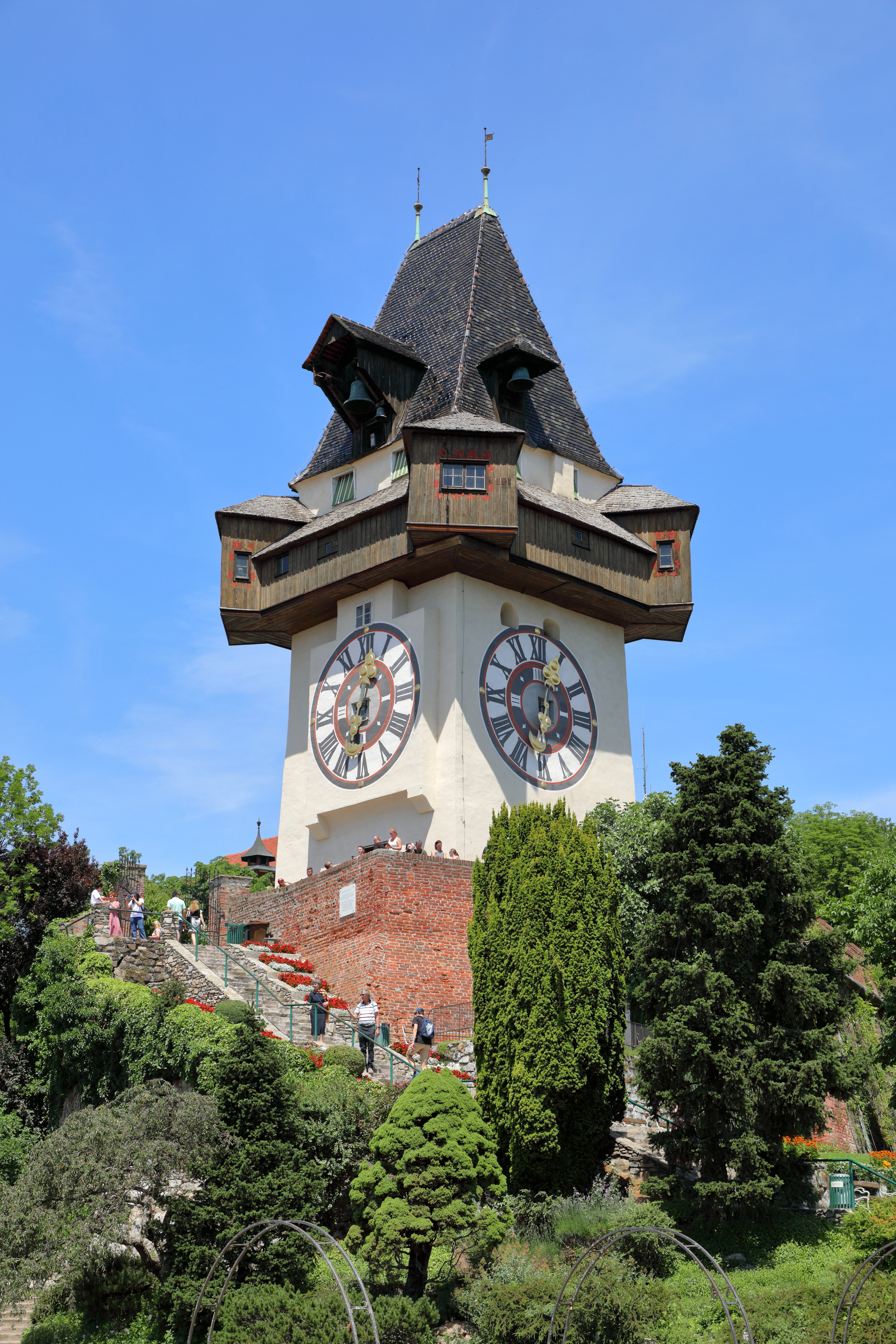
Grazer Uhrturm auf dem Schloßberg

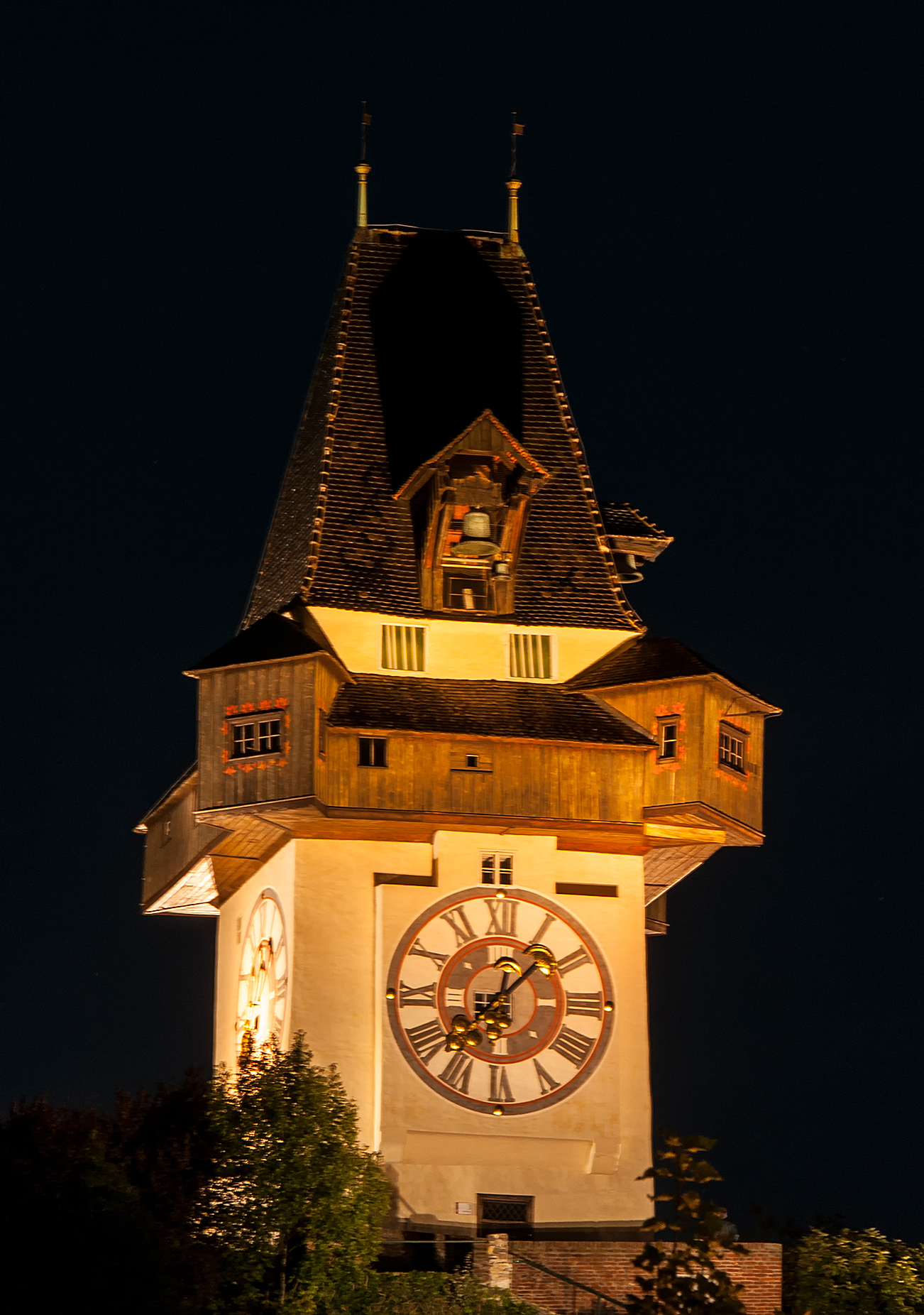
Nachtaufnahme

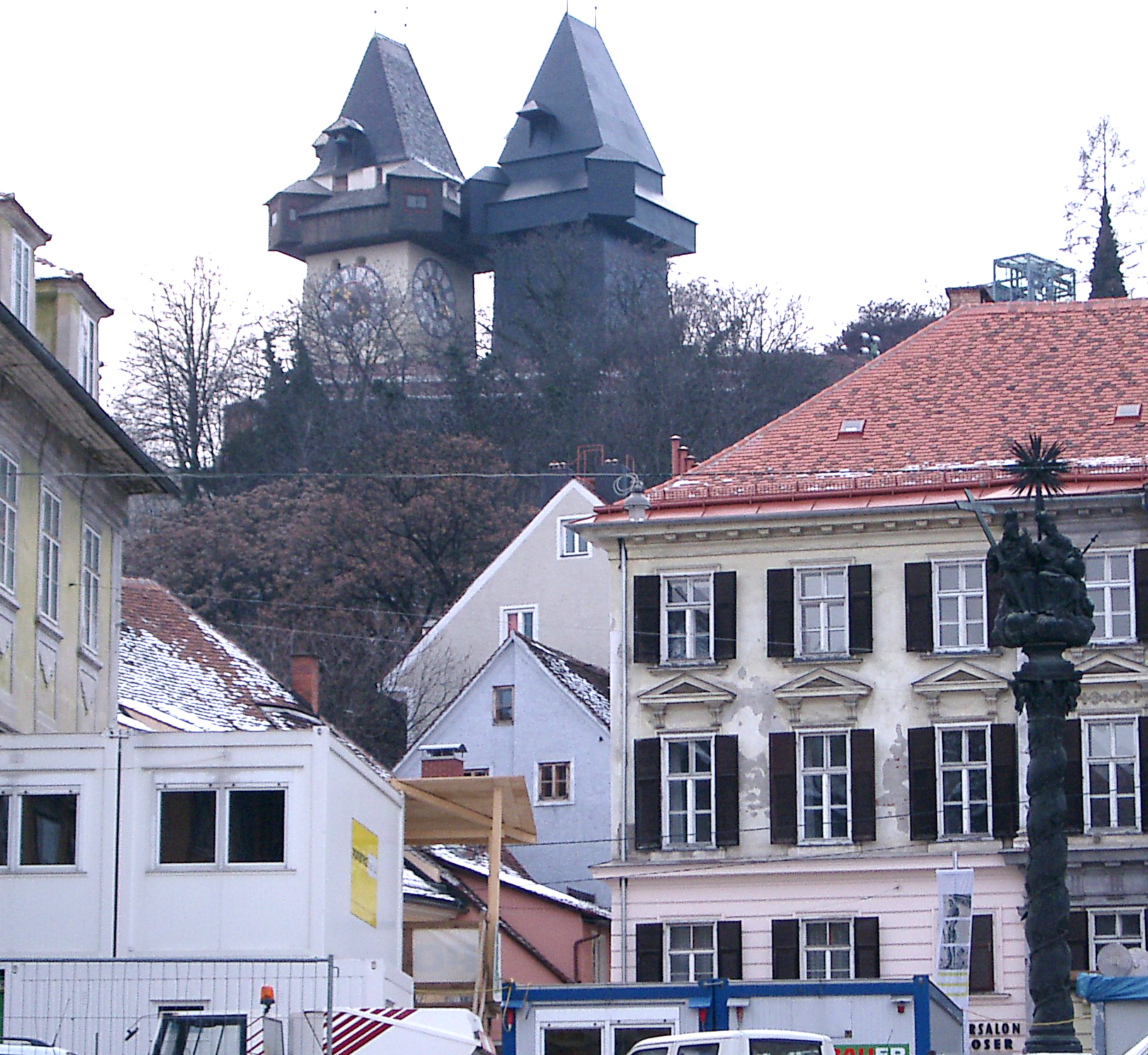
Graz Uhrturm mit Schatten von Markus Wilfling 2003

Der Grazer Uhrturm ist ein 28 Meter hoher Uhrturm. Er steht auf dem Schloßberg und ist mit seinen im Durchmesser über 5 Meter großen Zifferblättern und den vergoldeten Zeigern das Wahrzeichen der steirischen Landeshauptstadt Graz.

## Geschichte
Der Kern des Grazer Uhrturms stammt vermutlich aus dem 13. Jahrhundert und gehört damit zu den ältesten Gebäuden am Schloßberg. Erste Nennungen eines Turms als Teil der Festungsanlage finden sich um 1265. Seine jetzige Form bekam er im Zuge eines Umbaus, der 1569 mit dem Einbau einer ersten Uhr mit drei großen Zifferblättern abgeschlossen war. Über den Zifferblättern führt ein hölzerner Wehrgang um den Turm, von dem aus die Feuerwächter die ganze Innenstadt überblicken konnten. 1712 bekam er ein weiteres Zifferblatt auf der Nordseite, dazu ein von Michael Sylvester Funck geschaffenes neues Uhrwerk. Die neue Uhr ging genau genug, um auch Minuten anzeigen zu können. Anders als heute üblich, ist jedoch der Stundenzeiger der größere Zeiger, da es wichtiger war, aus der Entfernung die Stunden richtig ablesen zu können.
Als Napoleons Truppen im Fünften Koalitionskrieg 1809 Graz belagerten, wurde der Uhrturm zwar durch eine der ersten abgeschossenen Geschützkugeln getroffen, nahm aber keinen größeren Schaden. Der Schloßberg wurde nicht erobert, aber durch den Waffenstillstand von Znaim fiel er letztlich doch in die Hände der Gegner. Der Uhrturm konnte allerdings von den Grazer Bürgern freigekauft werden und wurde dadurch nicht wie die restliche Festungsanlage geschleift.

### 21. Jahrhundert
Im Jahr 2003, als Graz „Kulturhauptstadt Europas“ war, wurde der Uhrturm mit einem sogenannten „Schatten“ versehen. Dieser war ein vom Künstler Markus Wilfling maßstabsgetreu nachgebauter, schwarzer Zwillingsturm aus Stahl. Der „Uhrturm-Schatten“, mit dem Wilfling „an die NS-Schattenseite von Graz erinnern wollte“, wurde nach Ende des Kulturhauptstadtjahres 2003 an die Shoppingcity Seiersberg, ein Einkaufszentrum am Grazer Stadtrand, verkauft, wo er seither als Attraktion dient. — Nach Kaufabschluss wurden über die Medien Stimmen laut, die den unbefristeten Verbleib des Artefakts neben dem Grazer Uhrturm forderten. Die Stadt Graz lehnte jedoch sowohl den Rückkauf als auch das örtliche Verbleiben des Uhrturm-Schattens wegen absehbarer Erhaltungskosten, vor allem jedoch wegen Fragen der Schadenshaftung, ab.
Ende September 2008 begann man mit der Generalsanierung des Uhrturms. Die Bodenfeuchtigkeit hatte dem Mauerwerk massiv zugesetzt. Die erste Renovierungsphase, die Sanierung des hölzernen Wehrganges, wurde, bei Kosten von etwa 500.000 Euro, Mitte 2009 abgeschlossen. Ungefähr 115.000 Euro wurden durch eine 900 m² große, um das Gerüst gespannte Werbefläche eingenommen. Bis 2011 waren noch zwei weitere Phasen geplant. Dabei wurde der Uhrturm im November 2011 letztmals zur Sanierung der Zifferblätter und der Uhrzeiger verhüllt.

## Glocken
Heute sind im Turm noch drei Glocken erhalten: Die Stundenglocke ist laut ihrer Inschrift die älteste Glocke von Graz (1382) und schlägt zu jeder vollen Stunde. Die Feuerglocke von 1645 warnte je nach Anzahl der Schläge vor Feuer in den verschiedenen Bezirken von Graz. Die Armesünderglocke von ca. 1450 läutete zu Hinrichtungen, im 19. Jahrhundert zur Sperrstunde, was ihr zusätzlich den Namen Lumpenglocke eintrug.

## Sonstiges

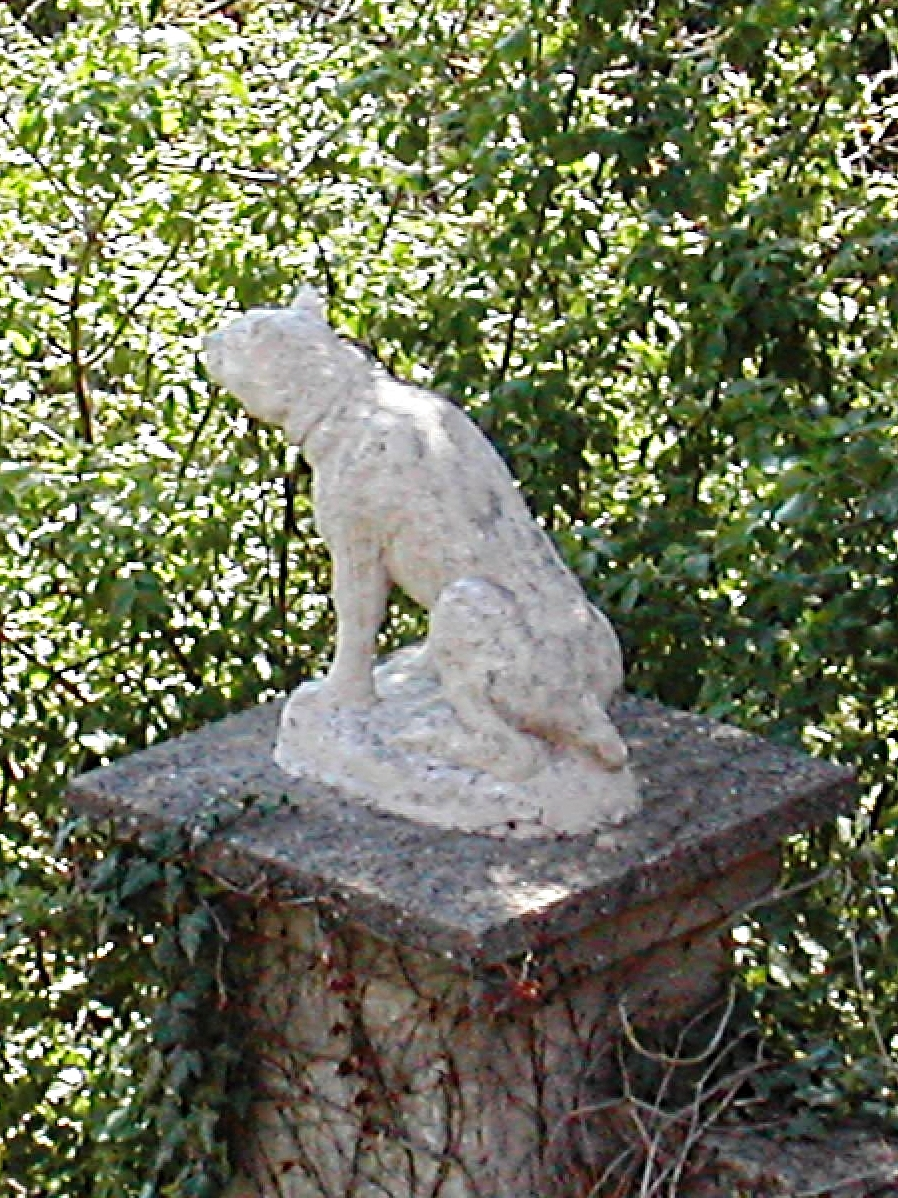
Steinerner Hund

Im Bereich des Abgangs zu dem am Fuße des Uhrturms gelegenen Rosengarten, von dem sich ein überaus beeindruckender Blick über Graz eröffnet, findet sich an einer Mauer eine kleine, unter Denkmalschutz stehende Gedenktafel für den aus Villach, Österreich, stammenden Gerold Walzel (1901–1988), den Verfasser des Grazer Studentenliedes („Träumend sah vom Schloßberg nieder, …“).
Unterhalb des Uhrturms wacht auf einem Mauervorsprung der Steinerne Hund. Nach einer Legende bewahrte 1481 ein bellender Hund Kunigunde, die Tochter des Kaisers Friedrich III., davor, von Söldnern des Ungarnkönigs Matthias Corvinus entführt zu werden, der zuvor vergeblich um die Hand der Prinzessin angehalten hatte. Zum Dank ließ Kaiser Friedrich den Hund in Form eines Standbilds verewigen.

Bildergalerie
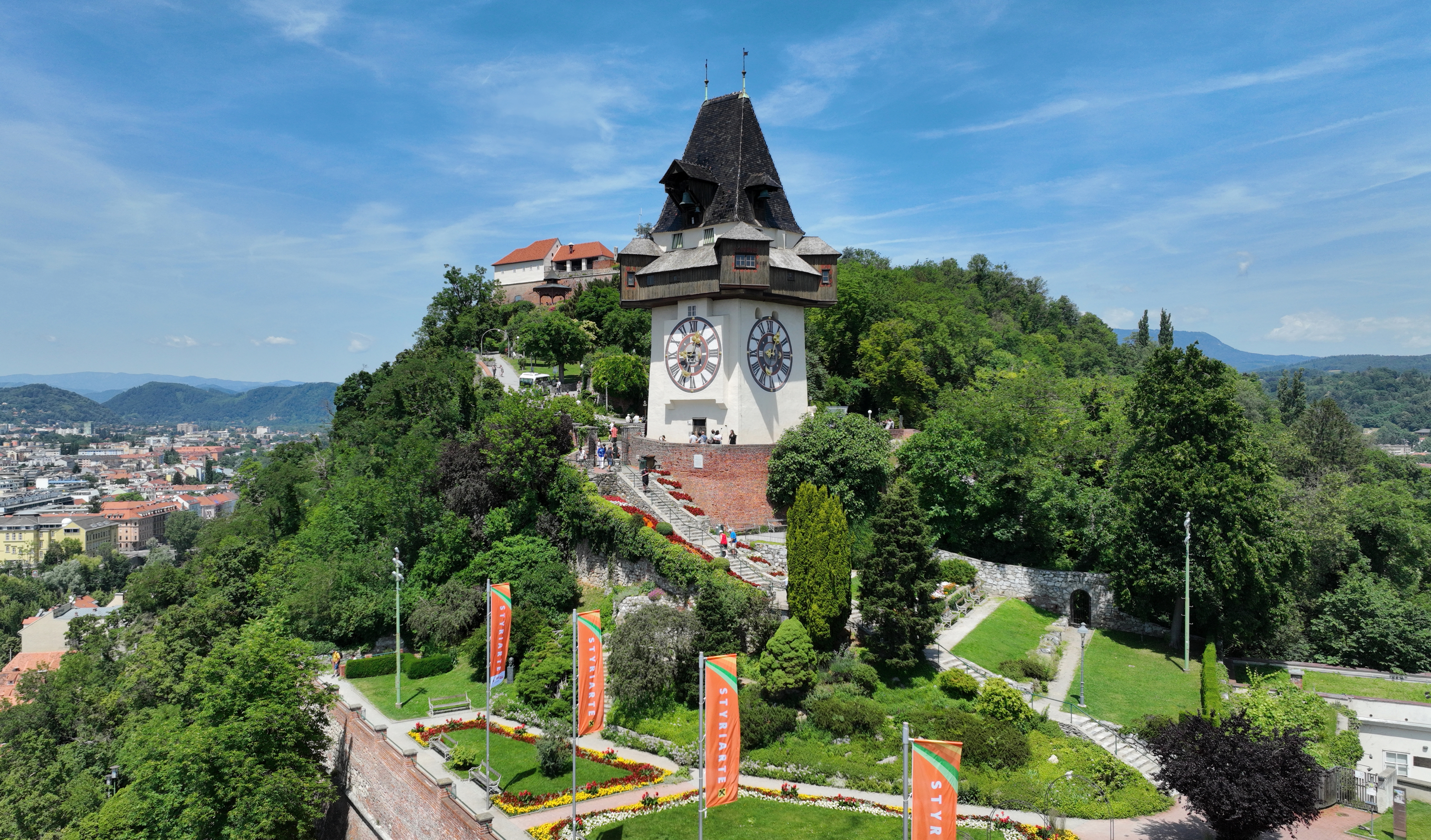
Uhrturm mit der Bürgerbastei im Vordergrund
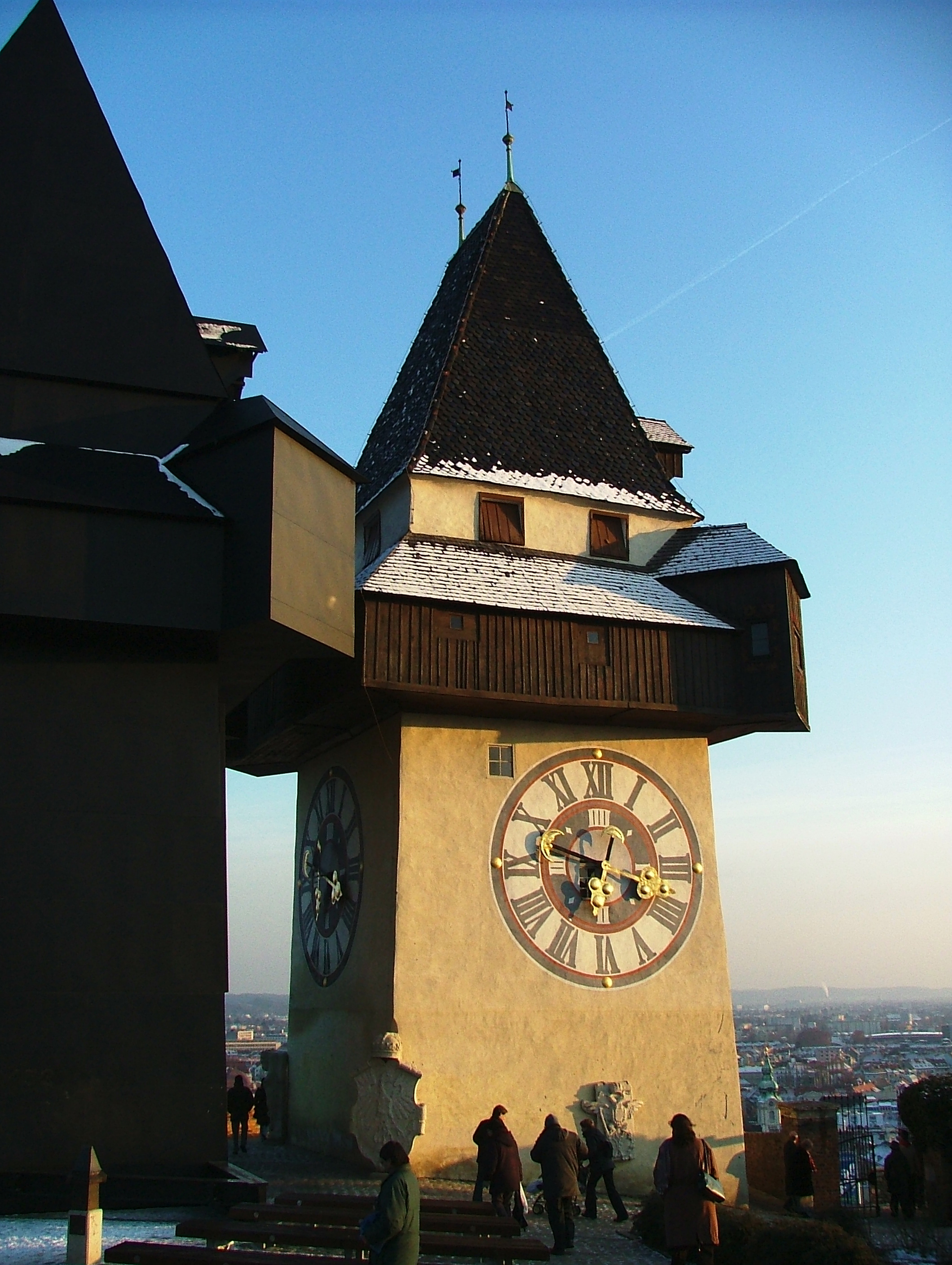
Uhrturm mit „Uhrturm-Schatten“ im Jänner 2004
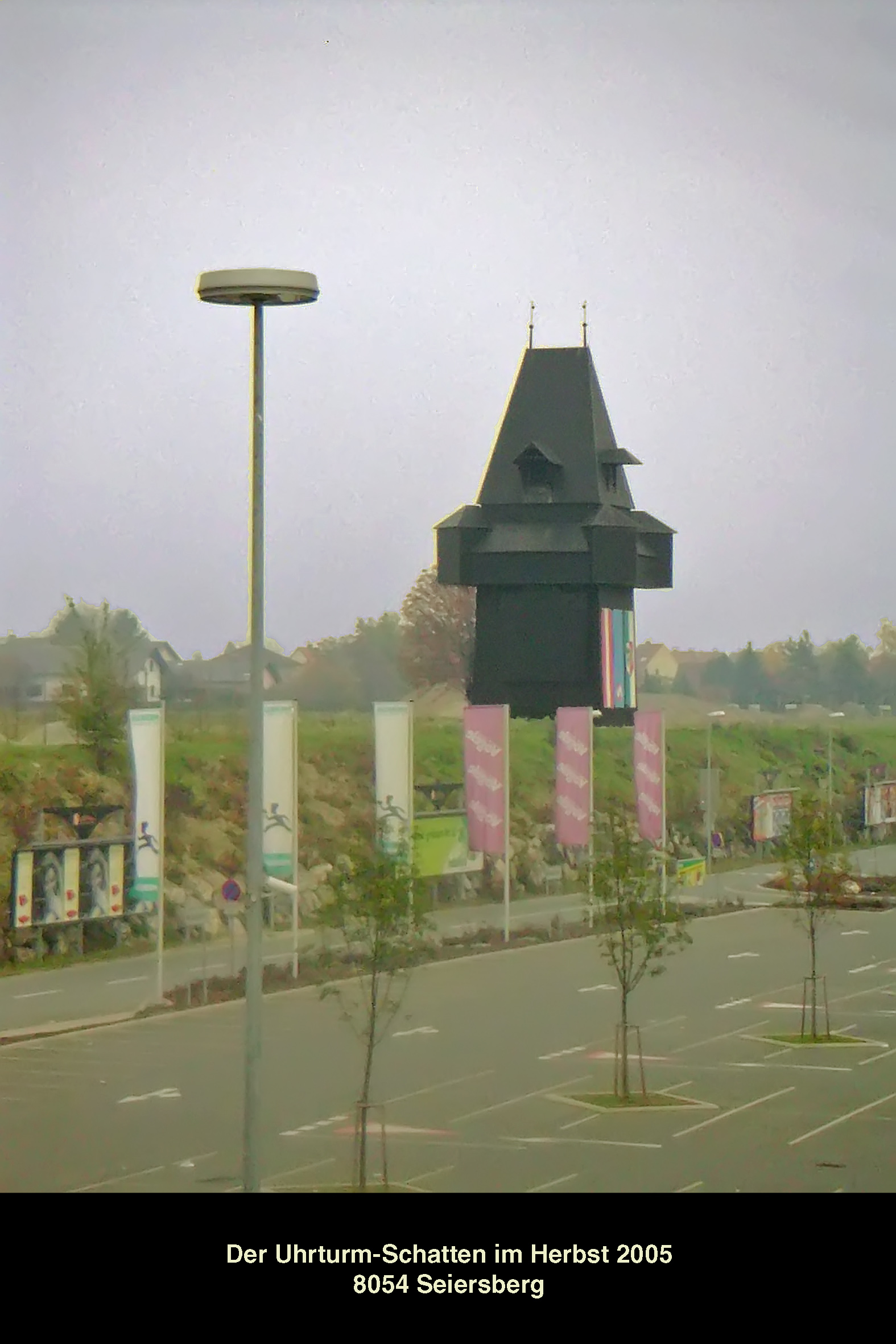
Uhrturm-Schatten, Seiersberg bei Graz, im Oktober 2005
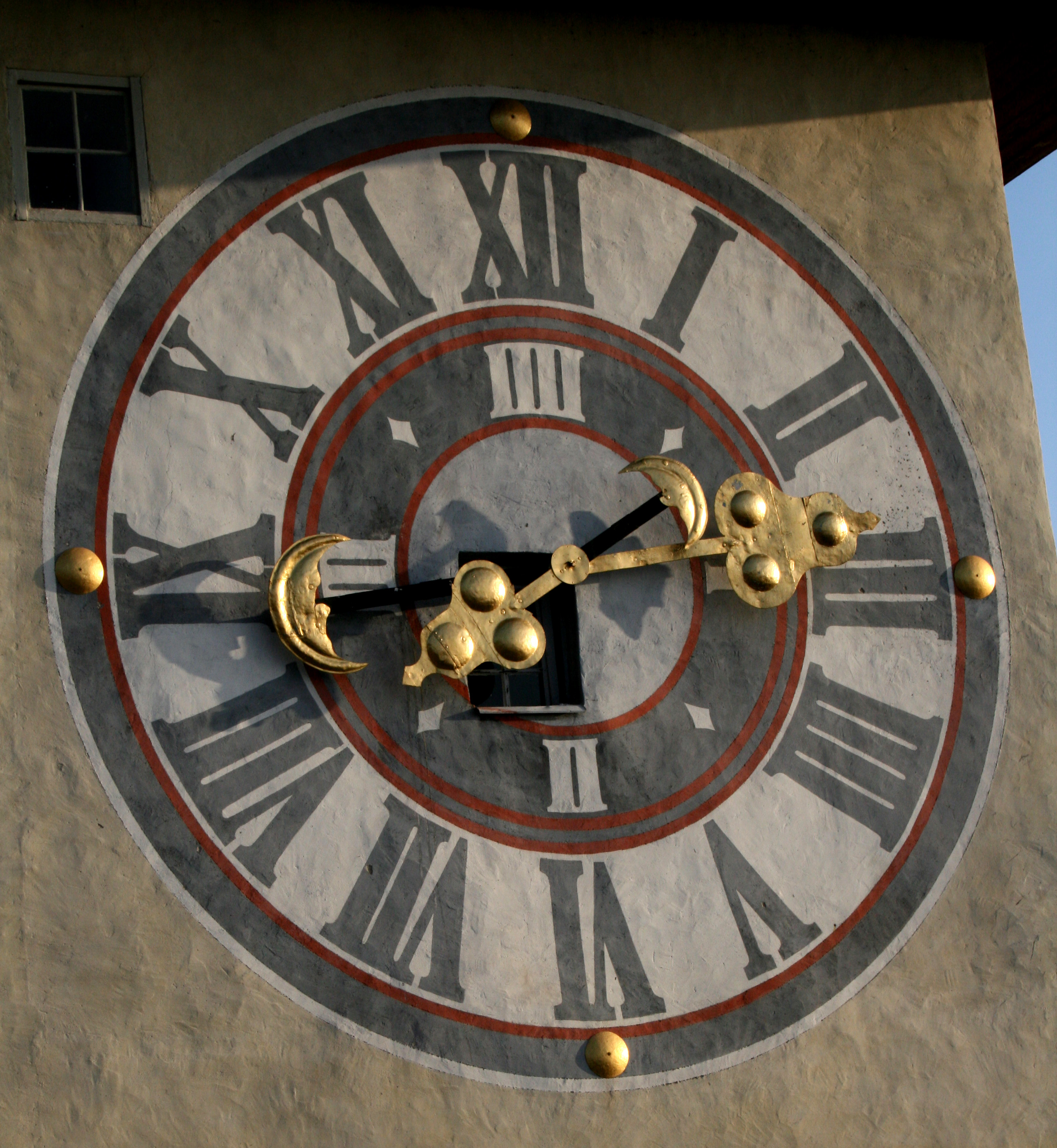
Es ist 14:40 Uhr: Länger ist der Stundenzeiger, der kürzere Minutenzeiger samt Viertelstundenskala kam erst später dazu.
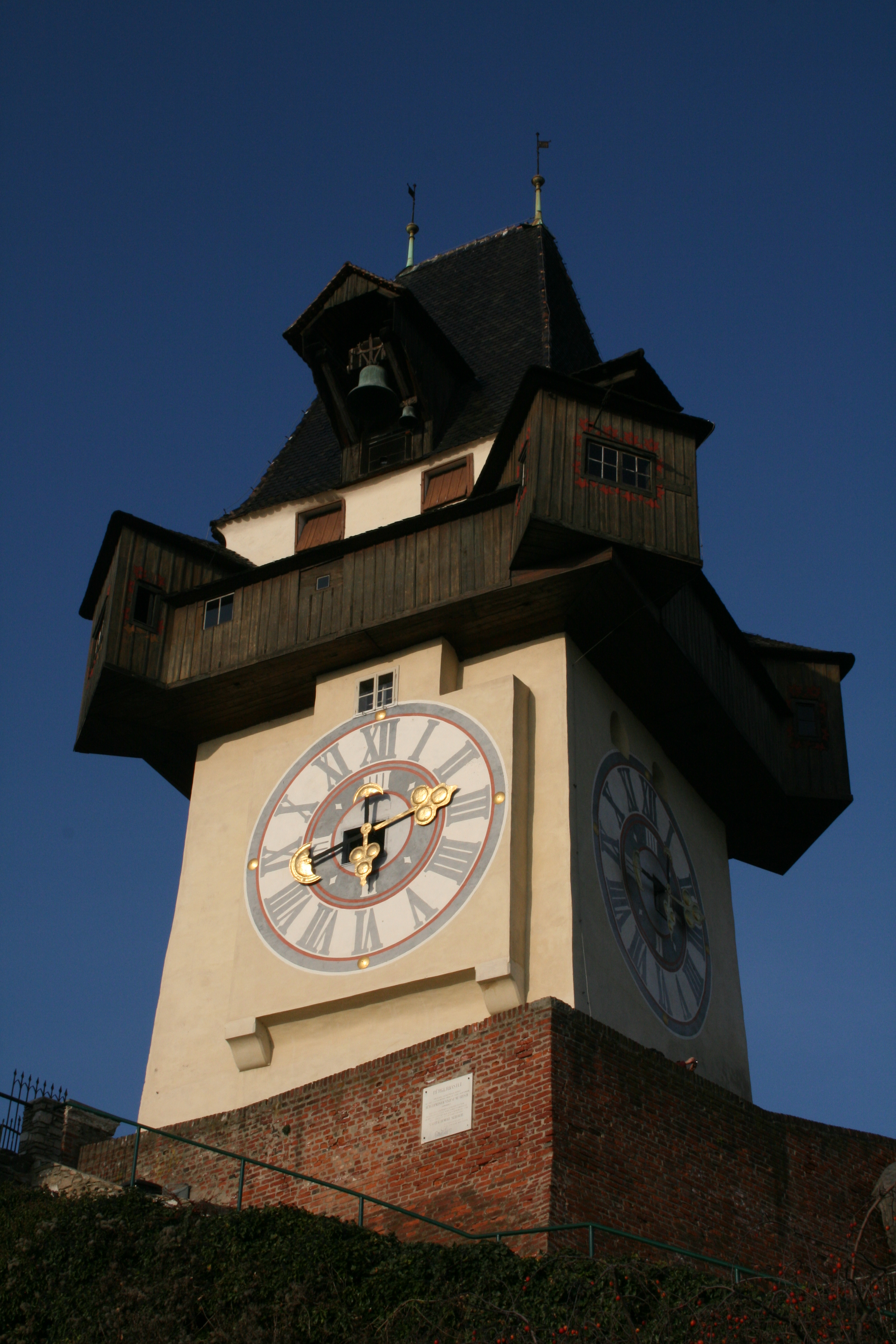
Uhrturm von der Treppe zur Bürgerbastei
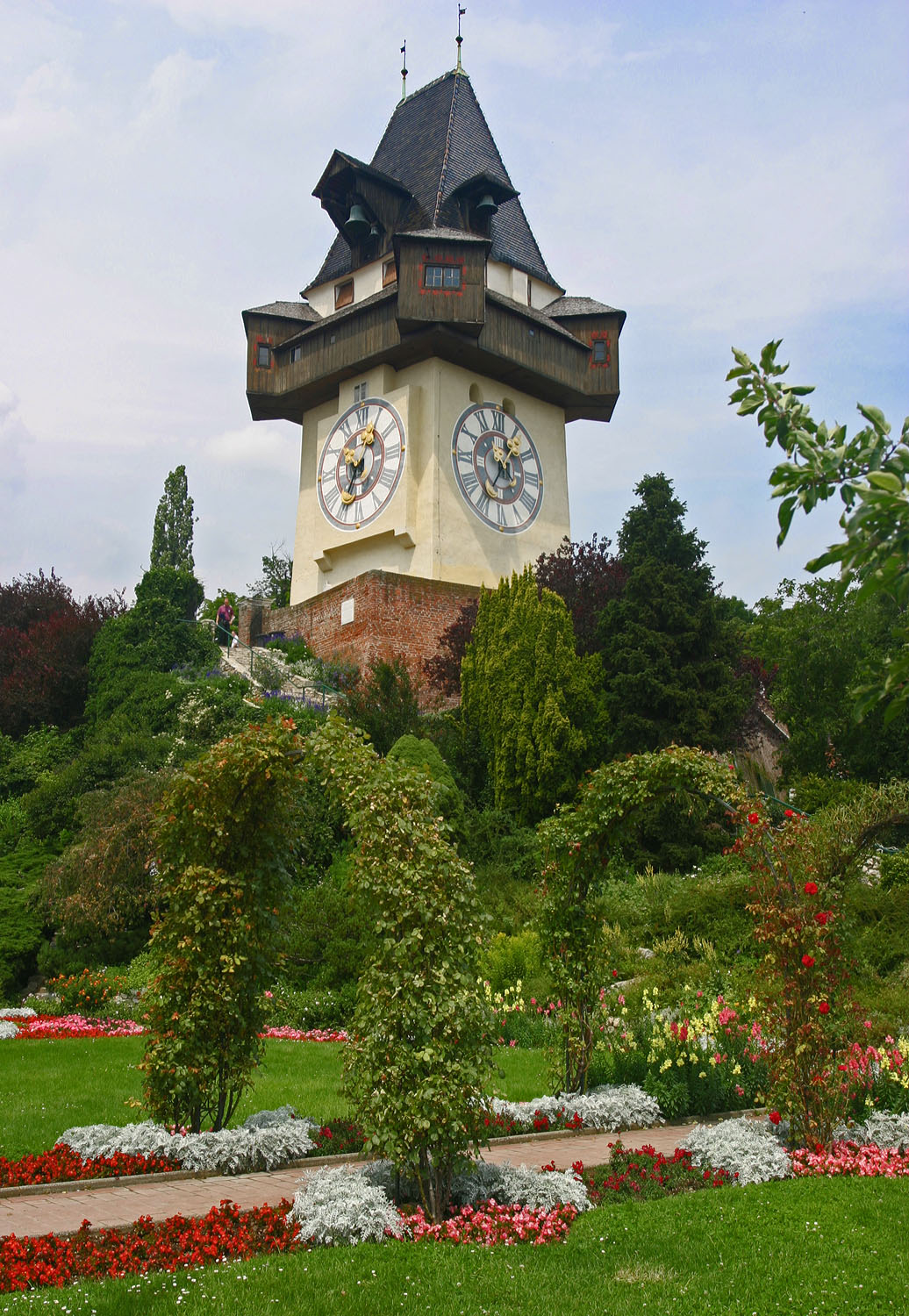
Uhrturm, von der Bürgerbastei aus gesehen
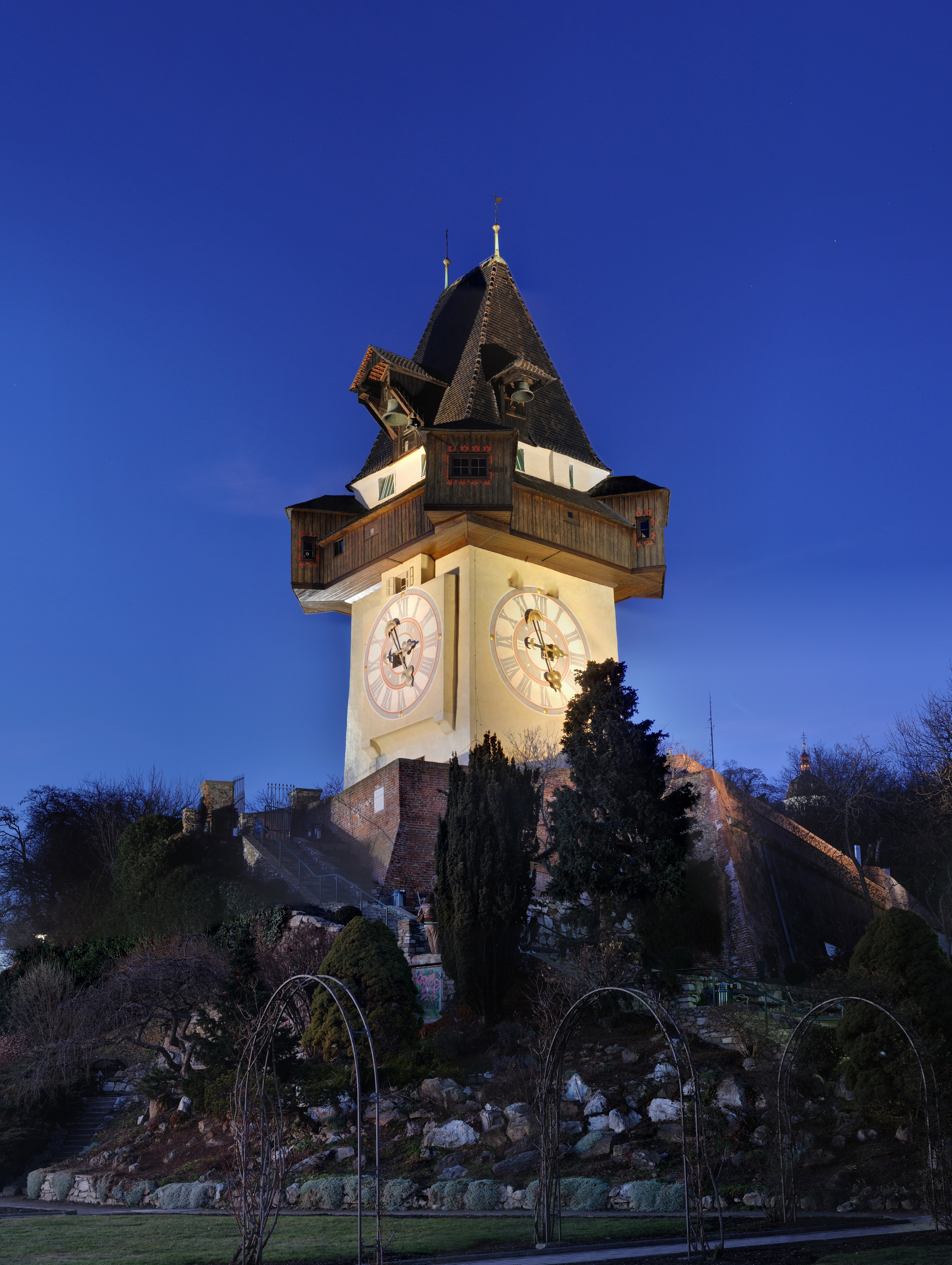
Uhrturm bei Nacht
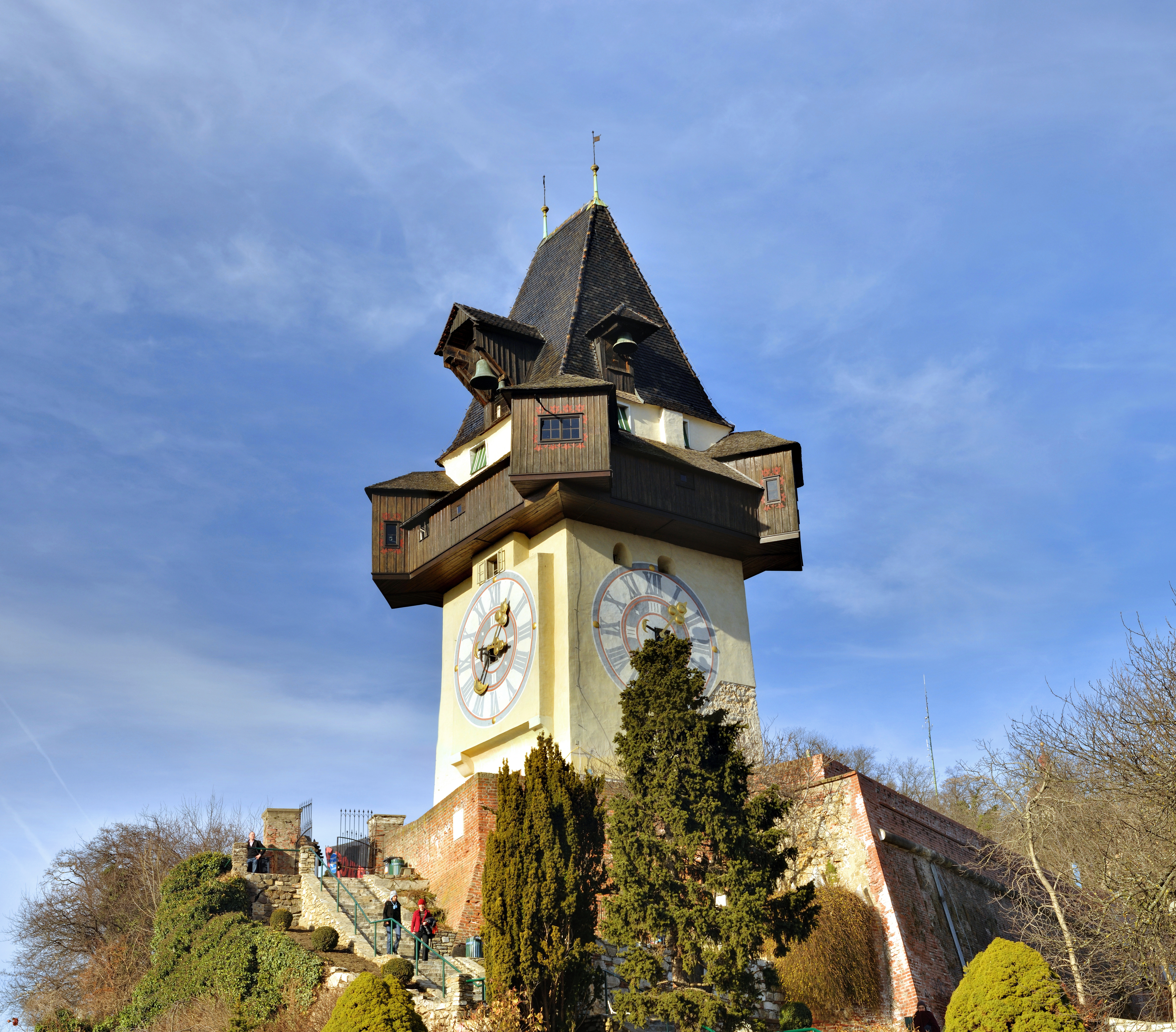
Grazer Uhrturm
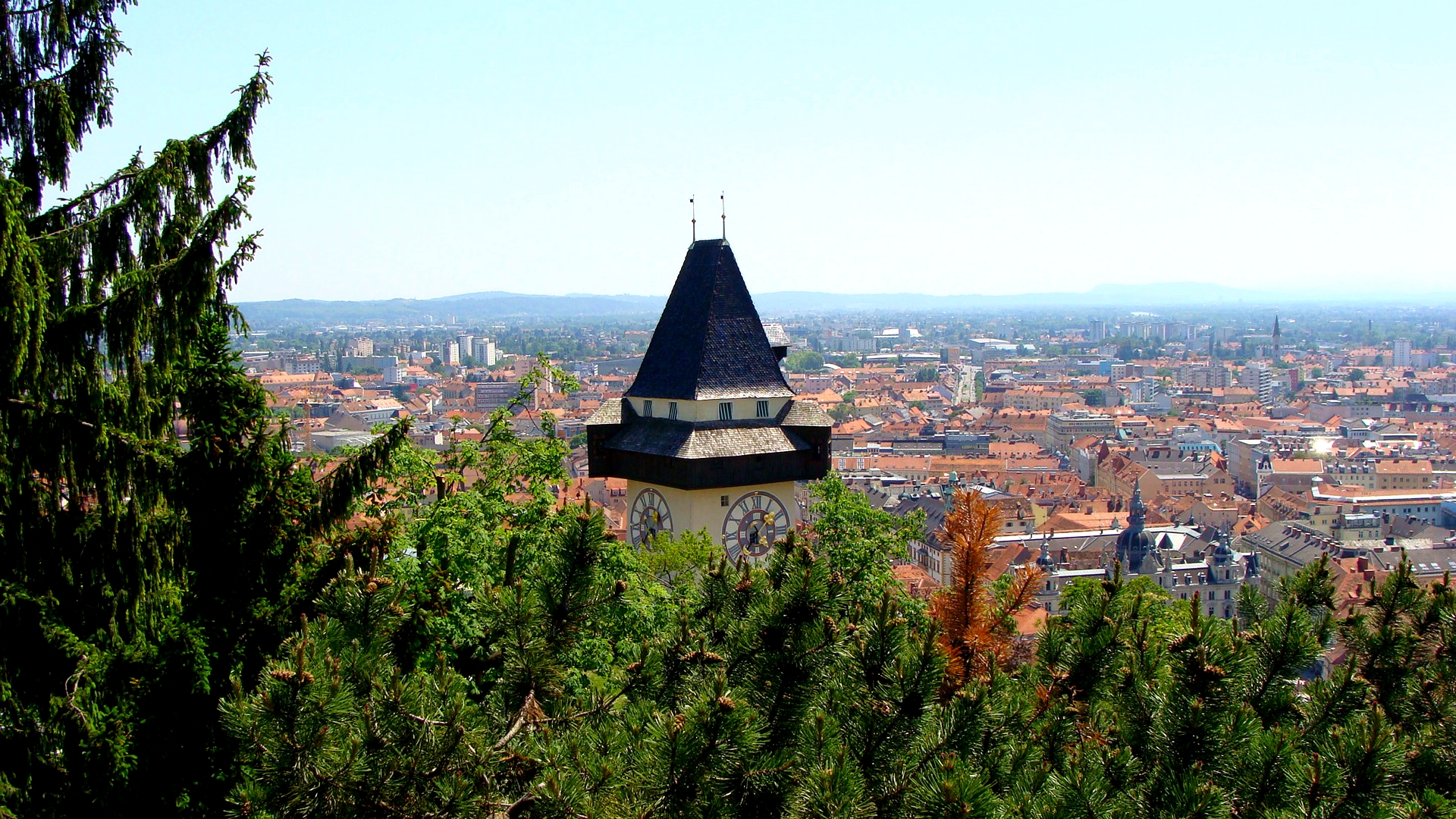
Grazer Uhrturm; im Hintergrund Graz in Richtung Süden
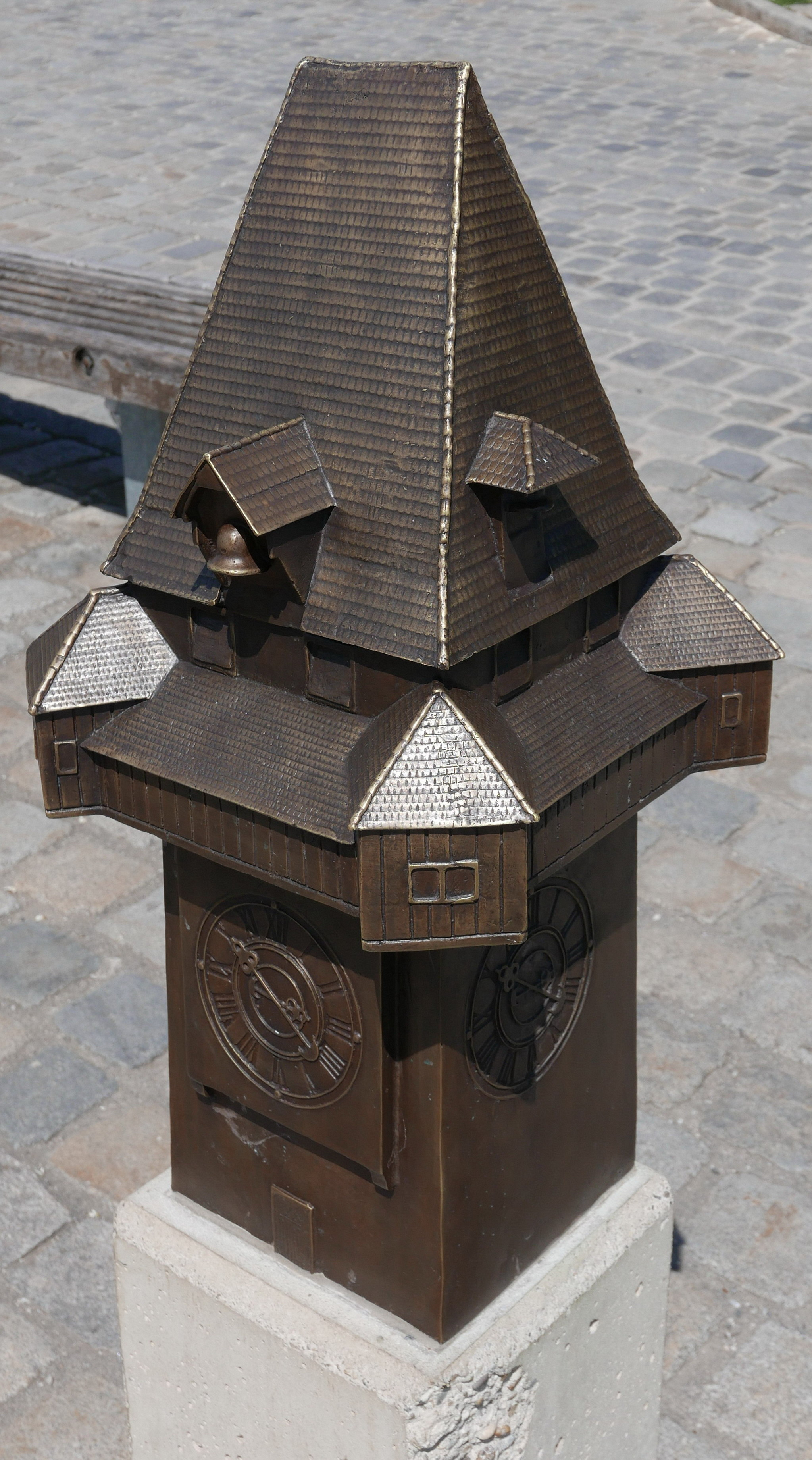
„Grazer Uhrturm-Miniatur“, Tastmodell für Blinde, Sehbeeinträchtigte und Kinder